# Antonio Tavolari
Antonio Elías Tavolari Vásquez (Valparaíso, 8 de maio de 1921 – Mendoza,  28 de março de 1980) foi um advogado e político chileno. Membro do Partido Socialista, serviu como deputado no Congresso Nacional do Chile, entre os anos de 1969 e 1973.

## Biografia

### Primeiros anos e formação acadêmica
Filho de Antonio Tavolari López e de Ester Vásquez Rodríguez, Antônio nasceu na comuna de Valparaíso, que é a capital da província de Valparaíso, no ano de 1921. Realizou seus estudos iniciais e médios no Deutsche Schule Valparaíso – colégio alemão do município – e no Liceo Bicentenario de Viña del Mar.
Formou-se no curso de Direito pela Universidade do Chile no campus de Valparaíso. Também estudou Sociologia durante os anos universitário. Marcou presença na área de comunicação da universidade ao ser um dos fundadores, no ano de 1948, da rádio universitária, a Radio Valentin Letelier, que na sua fundação foi um importante canal da Universidade do Chile com a comunidade acadêmica. Atualmente, a rádio é utilizada como eixo de comunicação para a Universidade de Valparaíso, que sucedeu a Universidade do Chile na cidade.

### Atuação
No ano de 1951, foi um dos profissionais que impulsionou a criação do Instituto Educacional Valparaíso, onde trabalhou como diretor. Em 1960, foi fundador da Escola Técnica Feminina Gabriela Mistral, instalada em Rancagua. Ainda atuou como conselheiro do Colégio de Arquitetos de Valparaíso.

### Política
Durante a universidade, passou a ter contato com a militância política, filiando-se ao Partido Socialista do Chile. Foi eleito vereador de Valparaíso em 1963, permanecendo no cargo até 1969, após ser reeleito ao cargo no ano de 1967.
No ano de 1966, foi candidato a eleição complementária para o Congresso Nacional do Chile, visando representar a região de Valparaíso, Ilha de Páscoa e Quillota no âmbito federal chileno. Após articulação com o senador comunista Luis Corvalán, contou com apoio do Partido Comunista do Chile (PCCh) em sua candidatura em Valparaíso. Apesar da união ente comunistas e socialistas, a campanha não obteve êxito após ter uma votação expressiva 28% dos votos, sendo derrotado pelo candidato do Partido Democrata Cristão do Chile, Juan Montedónico Nápoli, que angariou 49% dos votos.
Em 1969, foi eleito deputado para o Congresso Nacional do Chile. Socialista moderado, viajou à Pequim na China, conhecer o primeiro-ministro chinês Zhou Enlai, no ano de 1970, o que fez o Chile tornar-se o primeiro país sul-americano a estabelecer relações diplomáticas com a República Popular da China.
Tavolari deixou o Congresso Nacional do Chile através de um discurso em 25 de abril de 1973, optando por não disputar a reeleição. Próximo ao presidente chileno, Salvador Allende, também socialista, em seu último discurso demonstrou preocupação com a via chilena e o futuro do socialismo democrático.
Com o Golpe de Estado no Chile em 1973 e a deposição de Salvador Allende, Tavolari já não ocupava cargos eletivos durante o início da Ditadura militar chilena. Apesar de não ocupar cargos, passou para a oposição, sendo preso inúmeras vezes pelo governo, chegando a ser torturado pela ditadura comandada por Augusto Pinochet.

### Morte
Exilado na Argentina, morreu aos cinquenta e oito anos de idade, no ano de 1980, em Mendoza. Foi casado com Margarita Cristinich Ivatchet.